# 女巫前傳 (音樂劇)
《女巫前傳》或《罪惡壞女巫》是一套2003年的美國音樂劇，由薇尼·霍茲曼編劇，史蒂芬·施瓦茲作曲及填詞，劇情改編自格萊葛利·馬奎爾1995年寫的同名小說，而該小說則是根據李曼·法蘭克·鮑姆1900年写的《綠野仙蹤》及1939年的同名電影而創作，以西方女巫的角度重新講述《綠野仙蹤》的故事。西國魔女也是音樂劇的主角，故事從桃樂絲·蓋爾從堪薩斯來到奧茲國之前開始，並延伸到原作之後，講述了兩名個性迴異的朋友之間的過往：西方女巫艾爾法巴，和後來成為好女巫的葛琳達。兩人的個性、觀點極端相反，又追求同一戀人，對奧茲國腐敗的魔法師統治的反應也極端不同，但對於彼此的影響卻極其深遠。
環球舞台製作公司與馬克·普拉特、瓊·普拉特和戴維·斯通合作製作了這部音樂劇，喬·曼特羅導演，韋恩·西倫托編舞。音樂劇於2003年5月和6月在舊金山柯倫劇院試演，10月在百老匯格什溫劇院首演。首演明星包括伊迪娜·曼佐飾艾爾法巴，克莉絲汀·錢諾維斯飾葛琳達，喬爾·格雷飾魔法師。百老匯演出於2004年入圍東尼獎十項提名，並且贏得其中三個獎項，包括最佳音樂劇女主角（伊迪娜·曼佐）、最佳布景設計以及最佳服裝設計。此外本劇還獲得7項戲劇桌獎，首演的專輯獲得1項葛萊美獎。截至2019年10月28日，本劇一共演出6681次，超過《悲慘世界》，成為百老匯演出時間第5長的節目。一般每場表演包括休息時間一共兩個半小時。
百老匯演出的成功，使得本劇在世界各地展開巡迴，包括長期在倫敦西區劇院演出。本劇亦在全世界創下許多票房記錄，其中包括在洛杉磯、芝加哥、聖路易斯和倫敦的周總票房記錄。2011年1月2日當周周末，倫敦、百老匯和所有在北美巡迴的演出全部突破它們相應的最高周收入記錄。2013年的最後一周，再次突破百老匯自我記錄，票房達到320萬美元。2016年，總票房收入超越10億美元，與《歌劇魅影》和《獅子王》一起成為少數達到這個成就的百老匯節目。2017年，本劇正式超越《歌劇魅影》，成為百老匯盈利第2高的音樂劇，僅次於《獅子王》。

## 靈感和創作

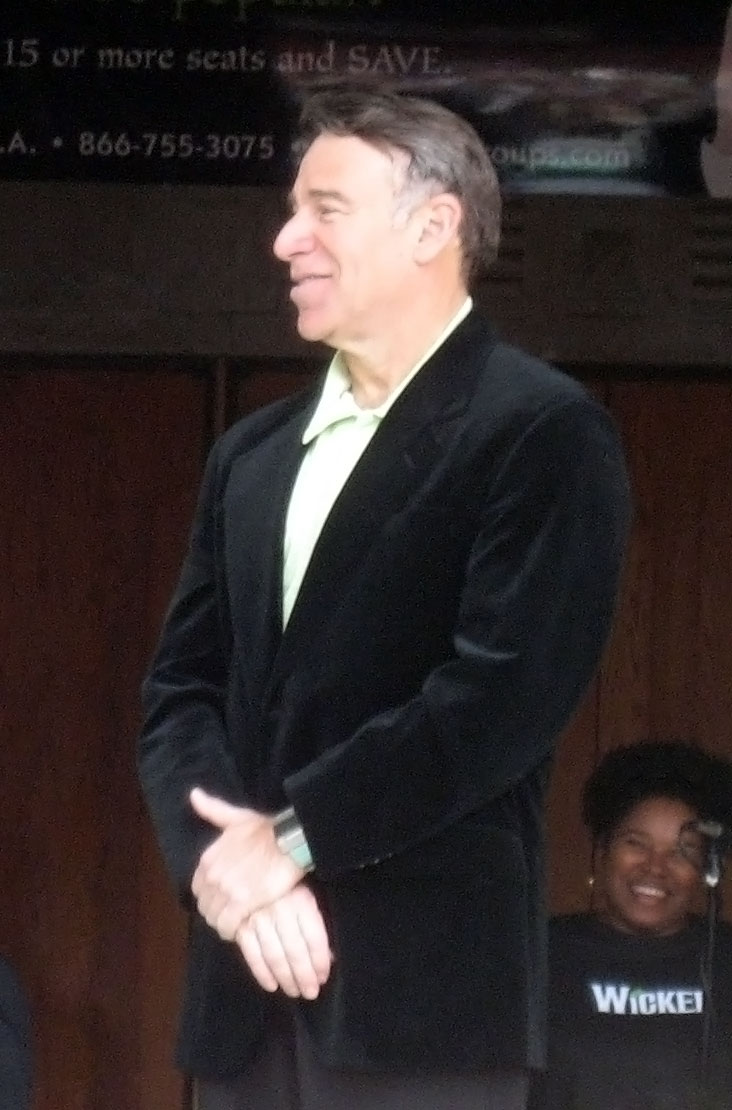
《女巫前傳》的作詞和作曲史蒂芬·施瓦茲

知名作曲家兼作詞人史蒂芬·施瓦茲偶然讀了格萊葛利·馬奎爾1995年寫的小說《女巫前傳》，並認為它很適合被改成戲劇。但是馬奎爾已經把版權賣給了環球影業，環球影業打算將其開發成一部真人電影。1998年，施瓦茲說服馬奎爾釋出舞臺劇的版權，同時他熱切懇求環球影業的製作人馬克·普拉特以實現自己的改編計劃。普拉特被說服並加入製作人的行列，整個項目成為一個環球影業和戴維·斯通的合作項目。
原作小說被描述為對政治、社會和善惡本質的道德評論。故事發生在奧茲國，大約發生在桃樂絲·蓋爾到達那裡的年代。故事有兩名核心人物：艾爾法巴，一個受人誤解、冰雪聰明、個性火爆且擁有翠綠皮膚的女孩，後來成為惡名昭彰的西方壞女巫；葛琳達，一個天生麗質、金髮碧眼、人緣極佳備受歡迎的女孩，後來成為南方好女巫。故事根據地點、事件、人物和情況分為5個場景，以全新角度描述1900年的小說《綠野仙蹤》和1939年同名電影的故事。引導讀者深入思考「壞」的意涵，以及以善意為出發點卻造成惡果與惡意造成惡果是否能相提並論。施瓦茲思考著如何把小說複雜的情節濃縮成合理的劇本，與曾獲艾美獎最佳編劇提名的薇尼·霍茲曼合作，在一年內勾勒出劇情梗概，同時與製作人馬克·普拉特一起完善該劇的結構，使其成為擁有大量原創元素非嚴格改編原作的全新音樂劇。
雖然草稿遵從馬奎爾的想法，即是從電影主要反派的觀點來重述電影版《綠野仙蹤》的故事，但是音樂劇的故事「遠遠超出」小說的範圍。霍茲曼在接受Playbill的採訪時說：「以這個被討厭的角色的觀點來講述這個故事，並讓兩個女巫在大學時成為室友，這些都出自【馬奎爾】絕妙的想法。但是她們兩人之間友情的發展——實際上整個故事——在劇本裡與原作小說極為不同。」施瓦茲解釋更改的原因說：「我們主要是對於艾爾法巴和葛琳達之間的關係感興趣......她們的友情，以及她們的性格如何導致她們走向完全不同的命運。」其他主要情節修改包括：菲耶羅成為稻草人、艾爾法巴最終倖存下來、涅莎蘿絲坐輪椅而非天生沒有手臂、博克仍然單戀葛琳達並在後期成爲錫樵夫、拿掉艾爾法巴在溫庫斯的歲月、刪除莉伊兒的出生、蒂拉蒙德博士沒有被謀殺、莫里貝爾夫人最後沒有死而是被關進監獄。

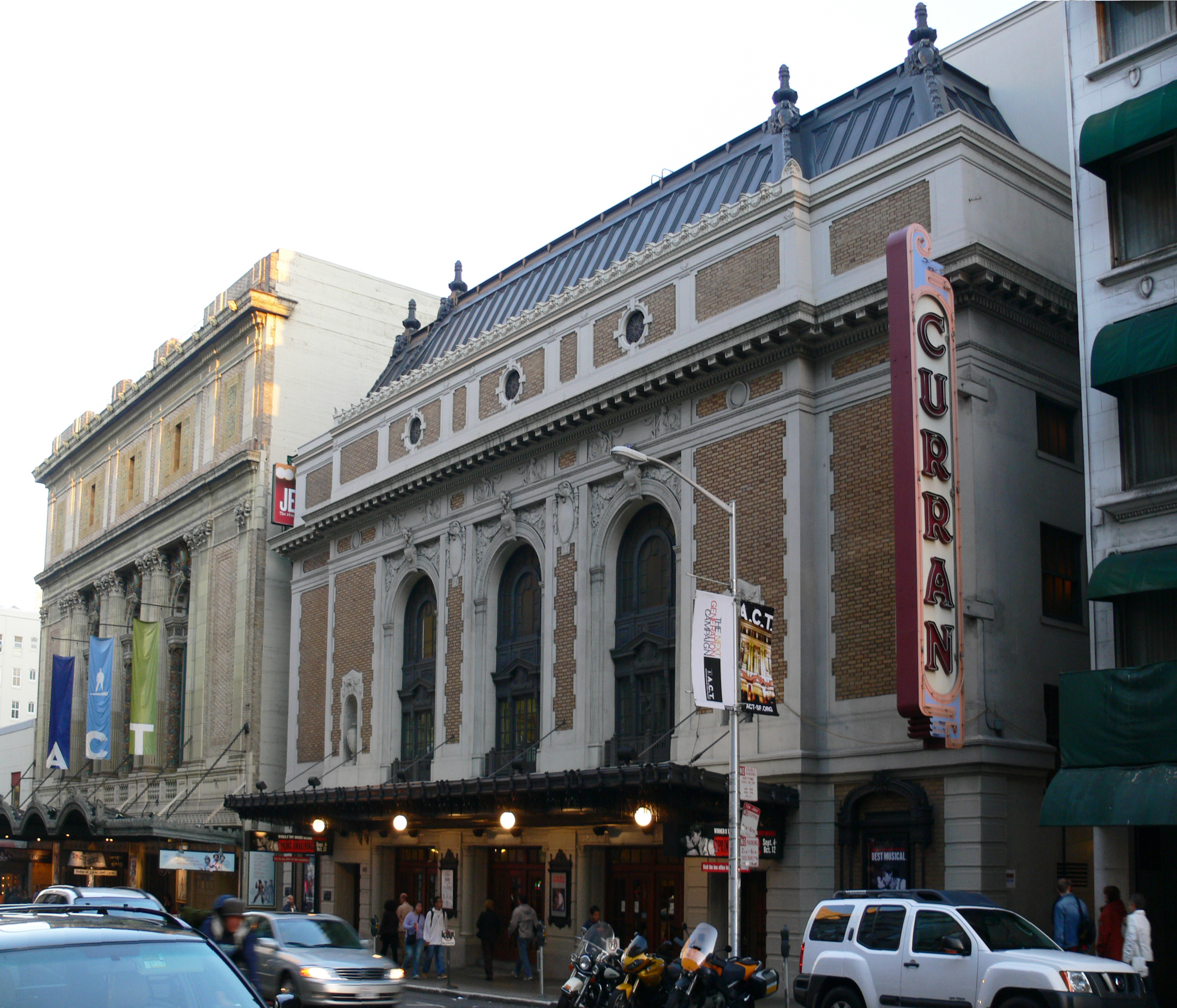
《女巫前傳》首演的舊金山科倫劇院

本劇是通過一系列朗讀將劇本、歌詞和音樂編排修改到位。在編排工作坊中，曾獲東尼獎音樂劇最佳女配的克莉絲汀·錢諾維斯加入並飾演葛琳達，施瓦茲特別以她的形象為該角色作曲。史蒂芬妮·J·布洛克在工作坊中飾演艾爾法巴（她在第一次全美巡迴演出同樣扮演此角，後來也在百老匯作為替補演出）。2000年末伊迪娜·曼佐獲得了這個角色。同年早些時間裡，創作者招募了紐約製作人斯通策畫百老匯演出。喬·曼特羅擔任導演，韋恩·席倫託負責編舞，設計師尤金·李為本劇創作佈景和視覺風格，靈感來自威廉·華萊士·丹斯洛為鮑姆小說畫的插圖，以及馬奎爾的小說通過一個巨大的時鐘來講述故事的概念。服裝設計師蘇珊·希爾弗蒂設計了200多套「扭曲的愛德華時代風格」的服裝，燈光設計師肯尼斯·波斯納則使用了800多盞燈光，令全劇54個不同的場景和地點各自擁有「獨特氣氛」。2003年4月《女巫前傳》開始彩排。
2003年5月和6月《女巫前傳》在舊金山進行試演，獲得褒貶不一的評價，在前進百老匯之前，創作團隊針對《女巫前傳》進行大幅度的修改。霍茲曼回憶道：

史蒂芬施瓦茲明智地堅持在舊金山試演結束後到紐約彩排前的3個月內重寫。這段時間很是關鍵，正是由於這期間做出了重大改變，使得《女巫前傳》的演出獲得成功。

劇本中一些章節被重寫，而幾首歌則進行了小更改。費耶羅的出場歌曲從《Where Way is the Party?》改為《Dancing Through Life》。一個疑慮是曼佐的艾爾法巴有點被錢諾維斯的葛琳達「遮掩」住。《舊金山紀事報》的批評家羅伯特·赫維特寫道：「曼佐的火爆壞女巫需要一個機會，與錢諾維斯的亮麗又狡詐的葛琳達並駕齊驅。」因此創作團隊將艾爾法巴改得「更加突出」。施瓦茲後來回憶道：「顯然我們還有很多工作要做，需要對劇本和音樂進行更多更改。坦率地說，那些批評對我們很有幫助。」

## 劇情

### 第一幕
奧茲國國民正熱烈慶祝西方女巫艾爾法巴之死。這時，好女巫葛琳達從天而降，向眾人講述艾爾法巴的過去：艾爾法巴的父親是芒奇金國的總督，艾爾法巴的母親在他出巡時，飲用一個旅者賣貨郎提供的綠色藥水，並與之發生關係，之後生出了綠色皮膚的女孩：艾爾法巴。她那奇異的膚色把家人都嚇壞了，導致父親對她幾近無愛，並把關愛全部給了艾爾法巴的妹妹——坐在輪椅裡的涅莎蘿絲（"No One Mourns the Wicked"）。長大後的艾爾法巴和涅莎蘿絲來到希茲大學上學（"Dear Old Shiz"）。她們的父親給涅莎蘿絲一雙鑲有紅寶石的鞋。由於涅莎蘿絲的背景特殊，希茲大學的女總管莫里貝爾夫人盤算著要特別照顧她，讓艾爾法巴和葛琳達共用房間。艾爾法巴怕夫人把她們姐妹倆分開，用魔法把妹妹的輪椅拉回來，意外使夫人意識到她的潛力無窮，決定另外教授她魔法。夫人表示有朝一日艾爾法巴定會與奧茲國的大魔法師一起工作，而這正是艾爾法巴長久以來的夢想（"The Wizard and I"）。
葛琳達和艾爾法巴成為室友後經常發生衝突（"What is this Feeling?"），甚至在蒂拉蒙德博士的歷史課上也會意見不合吵起來。蒂拉蒙德博士是希茲大學唯一的動物教授，他最近越來越強烈地感到被歧視，並告訴艾爾法巴一個讓動物停止說話的陰謀。艾爾法巴認為需要盡快讓大魔法師知道此事（"Something Bad"）。另一方面，溫吉國的王子費耶羅入讀希茲大學，向著眾多學生們傳授他那享樂至上的哲學。當晚他在奧茲塵舞廳舉辦舞會，一名叫博克的芒奇金人詢問葛琳達是否能和他一同參加，但是葛琳達試著說服他行善——邀請「可憐又美麗的輪椅女孩」涅莎蘿絲去舞會，如此一來，她自己就可以和費耶羅跳舞。在舞會上，莫里貝爾夫人告訴葛琳達，出於艾爾法巴的請求，她將把葛琳達納入自己的魔法班，並把一柄魔法杖交給葛琳達。艾爾法巴到達舞會，她戴著一頂葛琳達開玩笑送給她的尖頂醜帽，隨後發現大家都在笑她，而舞台上只有她一個人在跳舞。葛琳達見狀感到十分懊悔，並和她一起跳舞，很快地所有人也都加入了行列。最後，葛琳達和艾爾法巴成為好朋友（"Dancing Through Life"）。
回到寢室後，她們互相交換秘密來加深友誼。愛美的葛琳達決定為新朋友做一個大改造（"Popular"）。次日，蒂拉蒙德博士告訴學生自己被解僱的消息。熱心的艾爾法巴想幫助博士，但是除了她以外沒有人站出來。此後，學生們看到用來控制動物的籠子，艾爾法巴怒極，在混亂中和費耶羅偷走一隻小獅子。雖然只有短暫相處，艾爾法巴已明白眼前看似輕浮的男孩擁有良善一面，並為自己不是被他所青睞的女孩感到悲傷（"I'm Not That Girl"）。之後，莫里貝爾夫人表示大魔法師將要接見艾爾法巴。涅莎蘿絲、費耶羅和葛琳達一同前往火車站送別，葛琳達試圖討好費耶羅，但費耶羅忙著與艾爾法巴道別，並不是很在意她。艾爾法巴決定邀請葛琳達一同前去翡翠城參觀（"One Short Day"）。
艾爾法巴和葛琳達受奧茲國的大魔法師接見，並發現大魔法師不如她們想像那般可怕（"A Sentimental Man"）。大魔法師表示，假如艾爾法巴能夠證明自己的能力，他就會答應她的請求。隨後莫里貝爾夫人作為大魔法師的新任新聞發言人登場，並給了艾爾法巴一本只限擁有魔法的人才能閱讀的《魔法書》。艾爾法巴試著對大魔法師的猴侍者克利斯第施展懸停魔法，卻使得猴侍者痛苦的長出翅膀。隨後，她發現大魔法師正是壓迫動物的幕後黑手，而且是編造許多謊言以掌握權力的大騙子，失望的她從房間逃出。莫里貝爾夫人認為不能為我所用者必須加以毀滅，她立即向全奧茲國發布艾爾法巴是「邪惡女巫」的消息。葛琳達希望艾爾法巴向大魔法師低頭，但艾爾法巴拒絕；艾爾法巴打算邀請葛琳達一起逃走，同樣遭到葛琳達拒絕。在彼此祝福不會為這刻的決定後悔後，艾爾法巴騎上施加魔法的掃把，飛出翡翠城（"Defying Gravity"）。

### 第二幕
後來的艾爾法巴成為了惡名昭彰的「西方壞女巫」。大魔法師授予葛琳達「好女巫」的稱號，並授命她為奧茲國的守衛者以抵抗艾爾法巴。費耶羅成為奧茲國的護衛隊長，但他私下始終不放棄尋找艾爾法巴。爾後費耶羅勉強同意與葛琳達結婚，慶祝訂婚的記者招待會卻被關於艾爾法巴的傳言打亂，有人說「水可以溶化壞女巫！」。葛琳達試圖在記者面前保持快樂的模樣，但她其實一直為分別那天的決定感到後悔（"Thank Goodness"）。
另一方面，涅莎蘿絲在她們的父親死後繼任芒奇金國的總督。艾爾法巴偷偷去探望妹妹，發現涅莎蘿絲剝奪芒奇金人的權利，亦使得博克無法離開。艾爾法巴試圖說服她一起對抗大魔法師，但是涅莎蘿絲有自己的問題要處理，無暇顧及其他。於是艾爾法巴提供妹妹一些幫助，將妹妹的寶石鞋變成紅寶石鞋，給予她走路的能力。涅莎蘿絲原以為自己不再殘疾，就能讓博克真正愛上她，但是博克覺得能行走的涅莎蘿絲已不再需要他的照顧了，因此他要離開去向葛琳達告白。傷心的涅莎蘿絲試圖用《魔法書》裡的魔法讓博克愛上她，但她把咒語念錯，意外害得博克的心縮小（"The Wicked Witch of the East"）。危急時刻，艾爾法巴使用另一個魔法拯救博克的命，將他變成錫樵夫。犯下大錯的涅莎蘿絲在嚇壞之餘，竟將過錯都怪罪到姐姐身上。
艾爾法巴回到翡翠城解放猴侍者，並在那裡遇到了大魔法師。大魔法師承認自己只是一個普通人，並提出重新恢復艾爾法巴聲譽的建議（"Wonderful"），但是艾爾法巴看到了喪失說話能力的蒂拉蒙德博士後生氣地斥責大魔法師，後者轉而召喚衛兵來逮捕她。費耶羅積極幫助艾爾法巴，並和她一起逃離翡翠城。葛琳達為此傷心不已，向大魔法師和夫人建議使用涅莎蘿絲作為誘餌，引誘艾爾法巴現身（"I'm Not That Girl (Reprise)"）。
逃到森林的艾爾法巴和費耶羅彼此表白（"As Long As You're Mine"）。這時，天氣突然產生劇變，艾爾法巴預知涅莎蘿絲將要遇難，急忙趕去救人，卻發現妹妹不但被帶來桃樂絲·蓋爾的房子壓死，葛琳達還把妹妹的鞋給了桃樂絲，讓她們走上黃磚路。氣極的艾爾法巴和好友大打出手。隨後大魔法師的護衛隊抵達，為了讓艾爾法巴順利逃跑，費耶羅挾持了葛琳達作為人質。葛琳達請求衛兵不要傷害費耶羅，因為她知道費耶羅不會真的傷害她，然而衛兵們把費耶羅拖到農田裡折磨。艾爾法巴試圖遠端施法營救費耶羅，要他再也感受不到痛苦，但身處遠處的她並不能知道法術是否生效。最終，她為自己使不上力感到氣餒，並接受了「壞女巫」的名聲（"No Good Deed"）。
在奧茲國首都，葛琳達意識到召喚龍捲風的莫里貝爾夫人才是真正該為涅莎蘿絲之死負責的人，而且謠言已經傳得太過分了。但當她與夫人對質時，夫人諷刺葛琳達的手同樣沾滿了鮮血，並建議她在市民前往獵巫艾爾法巴時揮手致意（"March of the Witch Hunters"）。艾爾法巴抓到桃樂絲後要求她交出妹妹遺物，這時葛琳達趕來警告好友面臨危險，並請求她釋放小女孩。艾爾法巴原先拒絕投降，但在收到一封關於費耶羅的信之後改變了主意。這一刻，身心俱疲的艾爾法巴和葛琳達決定原諒彼此過往所有作為，是他們的相遇相知才造就出如今的自己。艾爾法巴另外將《魔法書》授予葛琳達，要她好好使用（"For Good"）。其後獵巫團來勢洶洶，葛琳達躲藏起來，目睹桃樂絲將一桶水潑到艾爾法巴身上溶化她，留下的只有那頂尖頂醜帽和她母親的綠藥水瓶。
場景轉到翡翠城，葛琳達與大魔法師對質，將艾爾法巴的藥水瓶秀給他看，大魔法師一眼認出這個瓶子，驚覺自己正是艾爾法巴的生父以及綠皮膚的原因。葛琳達把大魔法師逐出奧茲國，以謀殺涅莎蘿絲的罪名將莫里貝爾夫人打入大牢。此時，被施以魔法變成稻草人的費耶羅出現，並在艾爾法巴溶化的地方輕敲地板，詐死的艾爾法巴便從地板暗門裡出現。艾爾法巴痛心自己再也不能見到葛琳達。時間序回到今日，講完故事後，葛琳達向奧茲國的人保證會努力證明自己值得好女巫的稱號。奧茲國民繼續大肆慶祝邪惡必亡，葛琳達默默哀悼著好友，而艾爾法巴和費耶羅則悄悄離開了奧茲國（"Finale"）。

## 演出演員

### 原版陣容
| Character                     | 舊金山試演陣容 2003 | 百老匯原版陣容 2003    | 1st 美國巡演原版陣容 2005 | 芝加哥原版陣容 2005 | 倫敦西區原版陣容 2006 | 洛杉磯原版陣容 2007    | 墨爾本原版陣容 2008 | 舊金山原版陣容 2009 | 2nd 美國巡演原版陣容 2009 |
| ----------------------------- | ------------------- | ---------------------- | ------------------------- | ------------------- | --------------------- | ---------------------- | ------------------- | ------------------- | ------------------------- |
| Elphaba 艾爾法巴              | 伊迪娜·曼佐         | 伊迪娜·曼佐            | 史蒂芬妮·J·布洛克         | Ana Gasteyer        | 伊迪娜·曼佐           | Eden Espinosa          | Amanda Harrison     | Teal Wicks          | Marcie Dodd               |
| Glinda 葛琳達                 | 克莉絲汀·錢諾維斯   | 克莉絲汀·錢諾維斯      | Kendra Kassebaum          | Kate Reinders       | Helen Dallimore       | Megan Hilty            | Lucy Durack         | Kendra Kassebaum    | Heléne Yorke              |
| Fiyero 費耶羅                 | 諾伯特·李奧·巴茨    | 諾伯特·李奧·巴茨       | Derrick Williams          | Kristoffer Cusick   | 亞當·加西亞           | Kristoffer Cusick      | Rob Mills           | Nicolas Dromard     | 科林·唐纳                 |
| Wizard of Oz 奧茲國的魔法師   | Robert Morse        | 喬爾·格雷              | David Garrison            | Gene Weygandt       | Nigel Planer          | John Rubinstein        | Rob Guest           | David Garrison      | Tom McGowan               |
| Madame Morrible 莫里貝爾夫人  | 卡萝尔·谢利         | 卡萝尔·谢利            | 卡萝尔·凯恩               | Rondi Reed          | 米瑞安·瑪格萊斯       | 卡萝尔·凯恩            | Maggie Kirkpatrick  | 卡萝尔·凯恩         | Marilyn Caskey            |
| Nessarose 涅莎蘿絲            | Michelle Federer    | Michelle Federer       | Jenna Leigh Green         | Heidi Kettenring    | Katie Rowley Jones    | Jenna Leigh Green      | Penny McNamee       | Deedee Magno Hall   | Kristine Reese            |
| Boq 博克                      | Kirk McDonald       | Christopher Fitzgerald | Logan Lipton              | Telly Leung         | James Gillan          | Adam Wylie             | 安東尼·凱利         | Eddy Rioseco        | Ted Ely                   |
| Doctor Dillamond 蒂拉蒙德博士 | John Horton         | William Youmans        | Timothy Britten Parker    | Steven Skybell      | Martin Ball           | Timothy Britten Parker | Rodney Dobson       | Tom Flynn           | David DeVries             |

## 曲目
| 第一幕 - "No One Mourns the Wicked" — 葛琳達、奧茲國民、艾爾法巴的母親、艾爾法巴的父親、助產士，以及賣物郎 - "Dear Old Shiz" — 學生們與葛琳達 - "The Wizard and I" — 莫里貝爾夫人與艾爾法巴 - "What is this Feeling?" — 葛琳達、艾爾法巴與學生們 - "Something Bad" — 蒂拉蒙德博士與艾爾法巴 - "Dancing Through Life" — 費耶羅、博克、涅莎蘿絲、葛琳達與艾爾法巴 - "Popular" — 葛琳達 - "I'm Not That Girl" — 艾爾法巴 - "One Short Day" — 艾爾法巴、葛琳達、翡翠城的合唱團與市民 - "A Sentimental Man" — 大魔法師 - "Defying Gravity" — 艾爾法巴、葛琳達、守衛與奧茲國民 | 第二幕 - "No One Mourns the Wicked" (Reprise) – 群演 - "Thank Goodness" — 葛琳達、莫里貝爾夫人與奧茲國民 - "The Wicked Witch of the East" — 涅莎蘿絲、艾爾法巴與博克 - "Wonderful" — 大魔法師與艾爾法巴 - "I'm Not That Girl" (Reprise) — 葛琳達 - "As Long As You're Mine" — 艾爾法巴與費耶羅 - "No Good Deed" — 艾爾法巴 - "March of the Witch-Hunters" — 群演與博克 - "For Good" — 艾爾法巴與葛琳達 - "Finale" — 葛琳達、群演與艾爾法巴 |

Note: "The Wicked Witch of the East" 是唯一一部沒有出現在錄音專輯中的作品，因為製作人認為「這首歌包含了太多的對話，會將一些情節洩露給沒有看過這部音樂劇的人。」

## 音樂和錄音

### 音樂分析
《女巫前傳》的配樂主題十分厚重，比起經典的音樂劇音樂，它某種程度上更類似電影配樂。雖然劇中的每支歌曲都採用新的主題和旋律，互相之間不重複，但是施瓦茲在整個劇里使用了數個主題動機。這些主題動機當中有些具有譏諷意涵——例如葛琳達在《Dancing Through Life》中把一頂「醜」帽子送給艾爾法巴，這段音樂重複數個場景前《What is this Feeling?》中的一個主題。
《女巫前傳》裡有兩個主題貫穿全劇。雖然施瓦茲很少重複使用舊作的主題和旋律，但是《女巫前傳》的第一個主題——艾爾法巴的主題——來自施瓦茲擔任音樂總監的美國第一部搖滾歌劇《倖存的聖女貞德》。在一次2004年的採訪中他說：「我一直都很喜歡這段曲子，但一直不知道該如何使用它。」他於1971年首次創作的旋律，成爲本劇編排的主要主題。通過改變演奏這個主題的樂器，施瓦茲使相同旋律表現出不同的氣氛。在序曲中，樂團的銅管樂器配合打擊樂器演奏，用施瓦茲自己的話來說，其結果是「給觀眾一個巨大陰影正威脅他們的感覺」。在《As Long As You're Mine》中，鋼琴配合少許電子低音演奏這個旋律，使得同樣的旋律成為浪漫對唱的伴奏。使用新的歌詞和一個更改過的橋段，主題成為《No One Mourns the Wicked》及其重複的核心。
施瓦茲使用《Unlimited》主題作為第二個貫穿全劇的主題動機。雖然這個主題動機沒有在任何有名稱的歌當中出現，但是它被包含在許多樂部裡。施瓦茲在《Unlimited》的旋律中包括了《彩虹之上》的前7個音符。這是他向1939年《綠野仙蹤》電影的作曲家哈羅德·阿倫的致敬。施瓦茲在使用這些音符時還包含了一個行內幽默：「按照著作權法來說，假如你使用了第8個音符的話，別人就可以來說：『你偷了我們的旋律。』當然，這7個音符明顯被隱藏在與原曲完全不同的節奏里，它的合聲完全不同......總的來說它的和旋不同，但是它依然是《彩虹之上》的前7個音符。」施瓦茲在大多數情況下把這個主題動機改成小調，從而掩蓋起源。這也和主要使用降D大調寫成的《Defying Gravity》形成鮮明對比。不過，在《The Wicked Witch of the East》當中，當艾爾法巴終於使用魔法讓她的妹妹能夠走路時，《Unlimited》的主題以大調演奏出來。

### 錄音
2003年12月16日環球音樂集團發行了一張百老匯原始卡司的錄音專輯。除了《The Wizard and I (Reprise)》、《A Sentimental Man (Reprise)》和《The Wicked Witch of the East》之外，所有音樂劇裡的歌都包括在錄音中，而第2幕開始的《No One Mourns the Wicked(Reprise)》與《Thank Goodness》的開頭合併在一起。指揮暨音樂總監史蒂芬·奧雷穆斯編曲，威廉·戴維·布羅恩配樂器。2005年，錄音版本獲得葛萊美獎最佳音樂劇錄音獎，2006年11月30日，獲得美國唱片業協會白金認證。2010年11月8日，獲得雙白金認證。2008年10月28日發行了原版百老匯演出5周年的特殊版本專輯，其中包含一張特典CD，當中收錄史蒂芬妮·J·布洛克演唱的《Making Good》，施瓦茲鋼琴伴奏（後來這支歌被《The Wizard and I》取代）、凱里·埃利斯的《I'm Not That Girl》（布賴恩·梅吉他伴奏）、伊迪娜·曼佐唱的《Defying Gravity》舞曲混音版、黎安·萊姆絲和黛兒塔唱的《For Good》，以及日文版和德文版的歌曲錄音。
2007年12月7日，德國斯圖加特演出的錄音專輯發表，選擇的曲目與百老匯錄音相同。日本四季劇團的錄音專輯於2008年7月23日發行，由東京首演卡司灌錄，該專輯是唯一包含葛琳達終幕對話的版本。

## 演出

### 百老匯首次演出

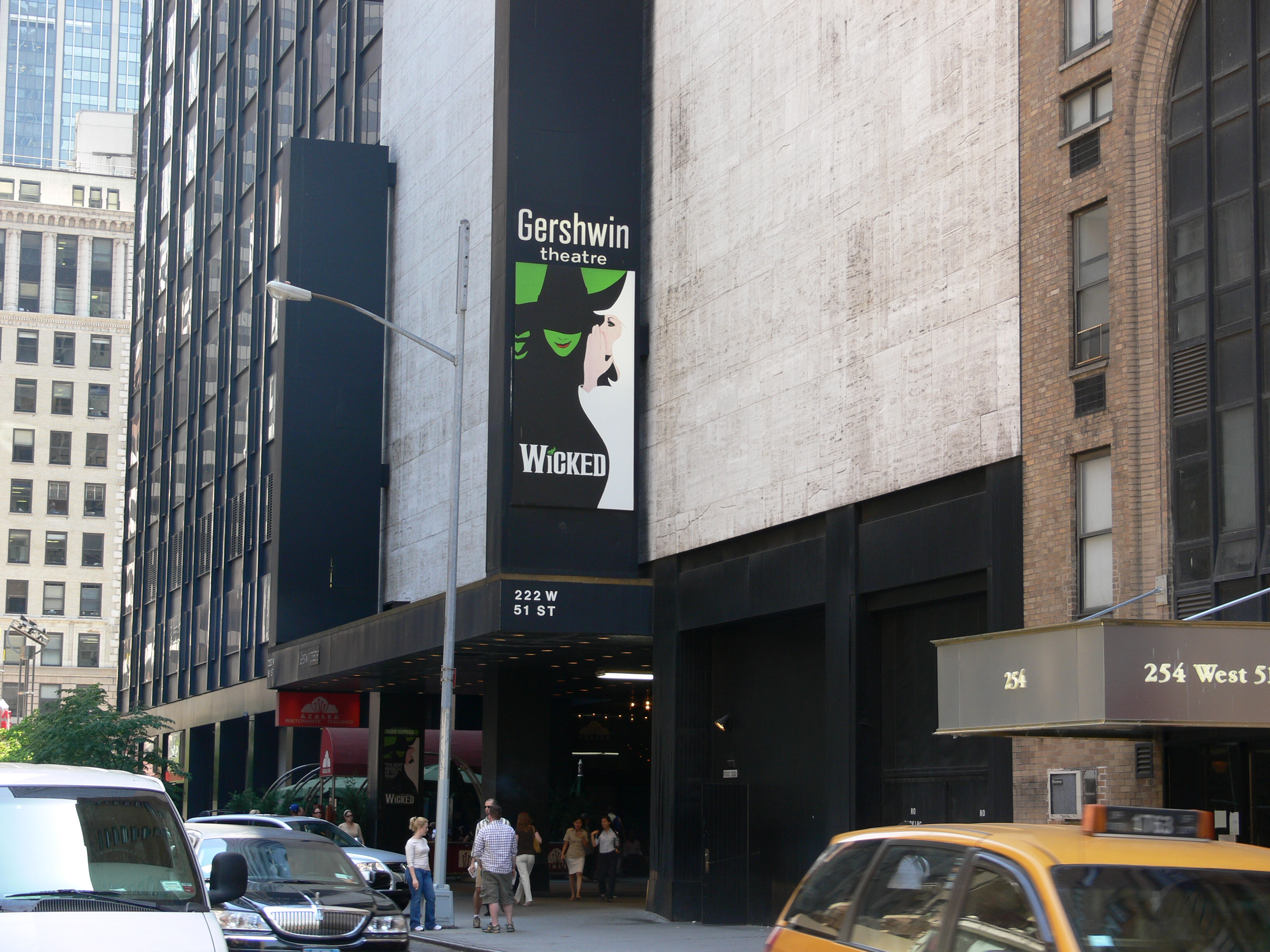
《女巫前傳》自2003年開始在百老匯的格什溫劇院演出

2003年5月28日《女巫前傳》在舊金山柯倫劇院試演，5月28日預演，6月10日正式開演。克莉絲汀·錢諾維斯飾葛琳達，伊迪娜·曼佐飾艾爾法巴，羅伯特·摩爾斯飾魔法師，諾伯特·李奧·巴茨飾費耶羅，米歇爾·費德勒飾涅莎蘿絲，卡蘿爾·謝利飾莫里貝爾夫人，約翰·何頓飾蒂拉蒙德博士和柯克·麥克唐納飾博克。史蒂芬妮·J·布洛克在《女巫前傳》編排的過程中飾艾爾法巴，在試演時是曼佐的替補，但在本劇搬到百老匯之前就離開了，在《來自奧茲的男孩》中演出。6月29日試演結束。經過大量修改後，10月8日《女巫前傳》開始在百老匯格什溫劇院預演，10月30日正式首演。大多數首演的製作組和演員留在演出中。重要演員更改包括喬爾·格雷飾大魔法師、威廉·尤曼斯飾蒂拉蒙德博士和克里斯多福·菲茨傑拉德飾博克。
2020年3月12日，由於2019冠状病毒病疫情使得演出暫時中斷，直至2021年9月14日恢復演出。葛琳達原初卡司的克莉絲汀·錢諾維斯在演出開始前做了一次開幕演講。

### 北美演出
2005年首次《女巫前傳》北美演出（被製作者稱為「翡翠城巡迴演出」）在多倫多開幕，然後在美國和加拿大多座城市巡迴演出。預演從3月8日開始，3月31日正式首演。最初的劇團包括肯德拉·卡斯鮑姆飾葛琳達，史蒂芬妮·J·布洛克飾艾爾法巴，德里克·威廉士飾費耶羅，珍娜·利·格林飾涅莎蘿絲，卡蘿爾·凱恩飾莫里貝爾夫人，提莫西·布里頓·帕克飾蒂拉蒙德博士，羅根·立普頓飾博克和大衛·蓋里森飾大魔法師。2015年3月15日這次巡迴演出在洛杉磯潘特吉斯劇院謝幕。此次巡迴演出於2015年3月15日在洛杉磯潘特吉斯劇院謝幕。

《女巫前傳》在加州舊金山奥芬劇院上演一年多

2005年4月29日至6月12日的第一次北美巡迴演出，於芝加哥演出後，在當地倪德倫劇院駐點長期演出。演出陣容包括安娜·蓋斯泰爾飾艾爾法巴，凱特·萊德飾葛琳達，隆迪·里德飾莫里貝爾夫人，克里斯多福·庫斯克飾費耶羅，梁特利飾博克。芝加哥的長期演出於2009年1月25日謝幕。之後2010年和2013年兩次巡迴演出皆有重返芝加哥。
另外加州洛杉磯潘特吉斯劇院也有過一個不限期的演出。2007年2月10日預演，2月21日正式開演。演出陣容包括梅根·希爾提飾葛琳達，伊登·伊斯皮諾薩飾艾爾法巴，卡蘿爾·凱恩飾莫里貝爾夫人，蒂莫西·布里頓·帕克飾蒂拉蒙德博士，珍娜·利·格林飾涅莎蘿絲，亞當·維利飾博克，克里斯多福·庫斯克飾費耶羅和約翰·魯賓斯坦飾大魔法師。經過12次預覽和791次演出後，於2009年1月11日謝幕。
2009年1月27日舊金山奧芬劇院開始預演，2月6日正式開演。包括蒂爾·威克斯飾艾爾法巴，肯德拉·卡斯鮑姆飾葛琳達，尼古拉斯·德羅馬德飾費耶羅，卡蘿爾·凱恩飾莫里貝爾夫人，大衛·蓋里森飾大魔法師，迪迪·馬格諾飾涅莎蘿絲。經過12次預覽和660次演出後，舊金山的演出於2010年9月5日謝幕。
2009年3月7日《女巫前傳》第2次北美巡迴演出開始預演，3月12日在佛羅里達州麥爾茲堡正式開幕。最初的演出陣容包括瑪西·多德飾艾爾法巴，海倫·約克飾葛琳達，科林·唐納飾費耶羅和湯姆·麥高恩飾大魔法師。2020年3月由於2019新型冠状病毒疫情暫時中斷巡演。2021年8月3日恢復巡演。

### 伦敦

《女巫前傳》一開始就在倫敦阿波羅維多利亞劇院演出

2006年9月7日《女巫前傳》在倫敦西區阿波羅維多利亞劇院進行預演，9月27日正式開演。2016年倫敦的演出慶祝開演10周年，邀請原初演員陣容在開幕前上台致詞。倫敦針對原版做出一些小更動以配合英國觀眾的口味，其中包含對話、舞蹈和特效的更改。大多數更動後來被其它《女巫前傳》版本的演出（包括百老匯和北美巡迴演出）採用。
西區演出陣容包括本劇原始製作團隊，和最初在百老匯首演時飾演艾爾法巴的伊迪娜·曼佐。其他首演演員陣容包括海倫·戴莉莫爾飾葛琳達，米瑞安·瑪格萊斯飾莫里貝爾夫人，亞當·加西亞飾費耶羅，馬丁·鮑爾飾蒂拉蒙德博士，詹姆斯·吉蘭飾博克，凱蒂·蘿莉·瓊斯飾涅莎蘿絲，奈格爾·派納飾大魔法師。2006年12月30日，曼佐所簽訂的有限期的合約到期，自2007年1月1日開始改由凱里·埃利斯飾演艾爾法巴，她也是第一位飾演艾爾法巴的英國人。
由於2019新型冠状病毒病疫情，於2020年3月16日開始暫停演出，至2021年9月15日始恢復演出，正好趕上本劇在英國的第15周年。由2017年到2019年期間飾演艾爾法巴的索菲·埃文斯重新演繹該角色。

### 英國和愛爾蘭巡迴演出
2013年9月12日《女巫前傳》於曼徹斯特開幕，在當地待到11月16日，此後本劇在英國和愛爾蘭各地巡迴演出。至2015年7月25日於索爾福德謝幕。
2017年12月到2019年1月期間舉辦第2次英國愛爾蘭巡迴演出。演出陣容包括艾米·羅斯飾艾爾法巴，海倫·沃爾夫飾葛琳達，艾倫·西德維爾飾費耶羅。

### 全球巡迴演出
2016年7月13日《女巫前傳》全球巡迴演出在英國布拉德福德正式展開。

### 德國演出
德文版的《女巫前傳》於2007年11月1日開始在斯圖加特預演，11月15日正式開演。維樂敏·弗凱克飾艾爾法巴，露西·舍雷爾飾葛琳達。2010年1月29日演出在斯圖加特謝幕，並轉移到奧伯豪森，2010年3月5日開始在當地預演，3月8日晚上正式開演，直至2011年9月2日演出謝幕。
2021年9月5日一個全新的演出版本在漢堡上演，這個演出不是斯圖加特演出的翻版，但它背後的製作公司與斯圖加特、奧伯豪森和海牙的演出相同。法延·范·登·博世和珍妮娜·蜜雪爾·瓦克分别飾演艾爾法巴和葛琳達。

### 澳大利亞演出
2008年6月27日澳大利亞的演出在墨爾本進行預演，7月12日正式開演。
最初由阿曼達·哈里森飾艾爾法巴，露西·杜拉克飾葛琳達。除此之外，羅布·米爾斯飾費耶羅，安東尼·凱利飾博克，羅布·格斯特飾大魔法師，瑪姬·柯克派屈克飾莫里貝爾夫人，佩妮·麥克奈米飾涅莎蘿絲和羅德尼·多布森飾蒂拉蒙德博士。演出數月後格斯特突然逝世，由伯特·牛頓接手繼續演出大魔法師。2009年8月9日演出於墨爾本謝幕，並轉移至雪梨繼續。2009年9月5日開始預演，9月12日正式開演。開演後不久哈里森便因病被迫放棄艾爾法巴的角色，當時由替補演員簡瑪·里克斯和澳洲劇場老手皮帕·格蘭迪森分演這個角色，每人每周出演四次。最後製作公司確定哈里森不會回歸飾演這個角色。
2010年9月26日演出在雪梨謝幕後演出團體開始在澳大利亞巡迴演出，首站是布里斯班。由於2010－2011年昆士蘭洪水，演出開始的時間推遲兩周，2011年1月25日演出開演，直至4月2日。里克斯成為艾爾法巴的主要演員。戴維·哈里斯加入演出團扮演費耶羅。2012年4月22日新加坡的演出謝幕後，《女巫前傳》從2012年5月31日到10月6日在大韓民國首爾演出。2013年9月17日《女巫前傳》開始在紐西蘭預演，9月17日正式開演，在奧克蘭的演出於2013年11月24日謝幕。《女巫前傳》從1月22日開始在馬尼拉上演，演出在預定的結束日後繼續延長到2014年3月9日。
《女巫前傳》在百老匯上演10周年時宣布它將回到澳大利亞再次巡迴演出，演出於2014年5月10日在墨爾本開始。露西·杜拉克再次飾演葛琳達，簡瑪·里克斯亦繼續飾演艾爾法巴。之後因懷孕杜拉克退出，由蘇齊·馬瑟斯再次扮演葛琳達。史蒂夫·丹尼爾森飾費耶羅，西蒙·加拉赫飾大魔法師，愛德華·格雷飾博克，艾米麗·卡斯卡里諾飾涅莎蘿絲，格倫·霍格斯特羅姆飾蒂拉蒙德博士，瑪吉·柯克派屈克再飾莫里貝爾夫人。經過7年於世界各地亞太地區8個不同城市演出近2000多場後，澳洲版《女巫前傳》於2015年6月28日在珀斯謝幕。

### 其他國際演出
在日本大阪市日本環球影城上演過一個30分鐘長強烈縮短的版本。簡瑪·里克斯和吉利安·賈亞希、泰勒·喬登交替演艾爾法巴。該版本演出於2006年7月12日開演，主要內容為第1幕的故事，但是沒有費耶羅、莫里貝爾夫人、博克、涅莎蘿絲和蒂拉蒙德博士等人物，場景和服飾也有很大的改變。2011年1月11日演出謝幕。2007年6月17日四季劇團在東京開始演出日文版《女巫前傳》，此後演出轉到大阪、福岡和名古屋巡迴。2016年11月6日該版本演出於札幌謝幕。

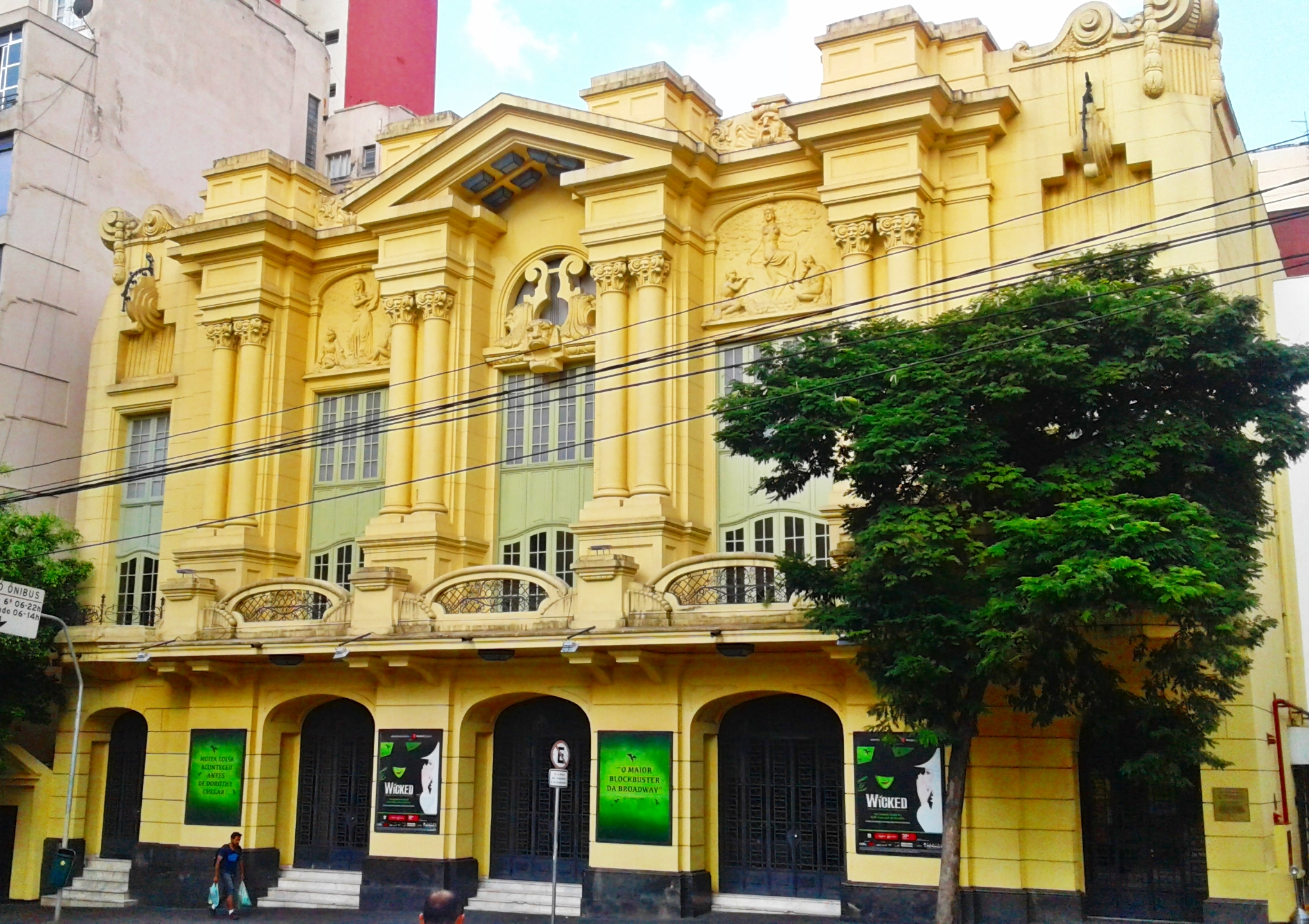
巴西版《女巫前傳》在聖保羅雷諾劇院上演

另一個不僅僅是百老匯拷貝的版本是芬蘭赫爾辛基的演出，此版本於2010年8月24日預演，8月26日正式開演，由漢斯·伯恩森導演，瑪麗亞·伊利帕飾艾爾法巴。另一個非百老匯拷貝的版本自2011年1月12日開始至5月29日在丹麥哥本哈根德特尼劇場上演。
2011年10月26日《女巫前傳》荷蘭版於海牙開始預演，11月6日開始正式演出。在德國版當中扮演艾爾法巴的維樂敏·弗凱克在荷蘭語版中再次飾演艾爾法巴，為第一名用兩種語言飾演此角色的演員。2013年10月10日第一部西班牙語演出在墨西哥城開始預演，10月17日正式開演。2013年11月22日全新的韓語版演出在首爾上演，該版本一直上演到2014年10月5日。
2015年11月拉丁美洲領頭的娛樂公司之一"Time For Fun"宣布將在巴西上演《女巫前傳》，2016年3月它在聖保羅雷諾劇院開幕。該版本演出是至此為止規模最大的，直至2016年12月18日演出謝幕。2018年11月12日曾宣布將有複排版於2019年在里約熱內盧演出，然而發表後並沒有後續。

## 反應

### 提名和獲獎
2004年百老匯的《女巫前傳》原始卡司演出入圍10項東尼獎，其中包括最佳音樂劇、最佳音樂劇劇本、最佳詞曲創作、最佳配樂、最佳編舞、最佳音樂劇服裝設計、最佳音樂劇燈光設計、最佳音樂劇音效設計，而曼佐和錢諾維斯皆獲提名最佳音樂劇女主角。最後由曼佐贏得女主角獎，本劇亦獲得最佳音樂劇音效設計和最佳音樂劇服裝設計，共計3項大獎。同年《女巫前傳》獲得11項戲劇桌獎提名，獲得6項，其中包括最佳音樂劇、最佳音樂劇劇本、最佳音樂劇導演和最佳服裝設計。
後來的演出也獲得提名和獎賞。倫敦的演出獲得5項奧利弗獎提名，最後在2010年贏得觀眾獎。澳大利亞原卡演出獲得12項海普曼獎中6項提名，其中包括最佳音樂劇獎。《娛樂周刊》稱《女巫前傳》是10年來最好的音樂劇，《綜藝》雜誌把它稱為「一個文化奇蹟」。《娛樂周刊》把艾爾法巴評選為過去20年中最佳角色中的第79名。

### 評論反應

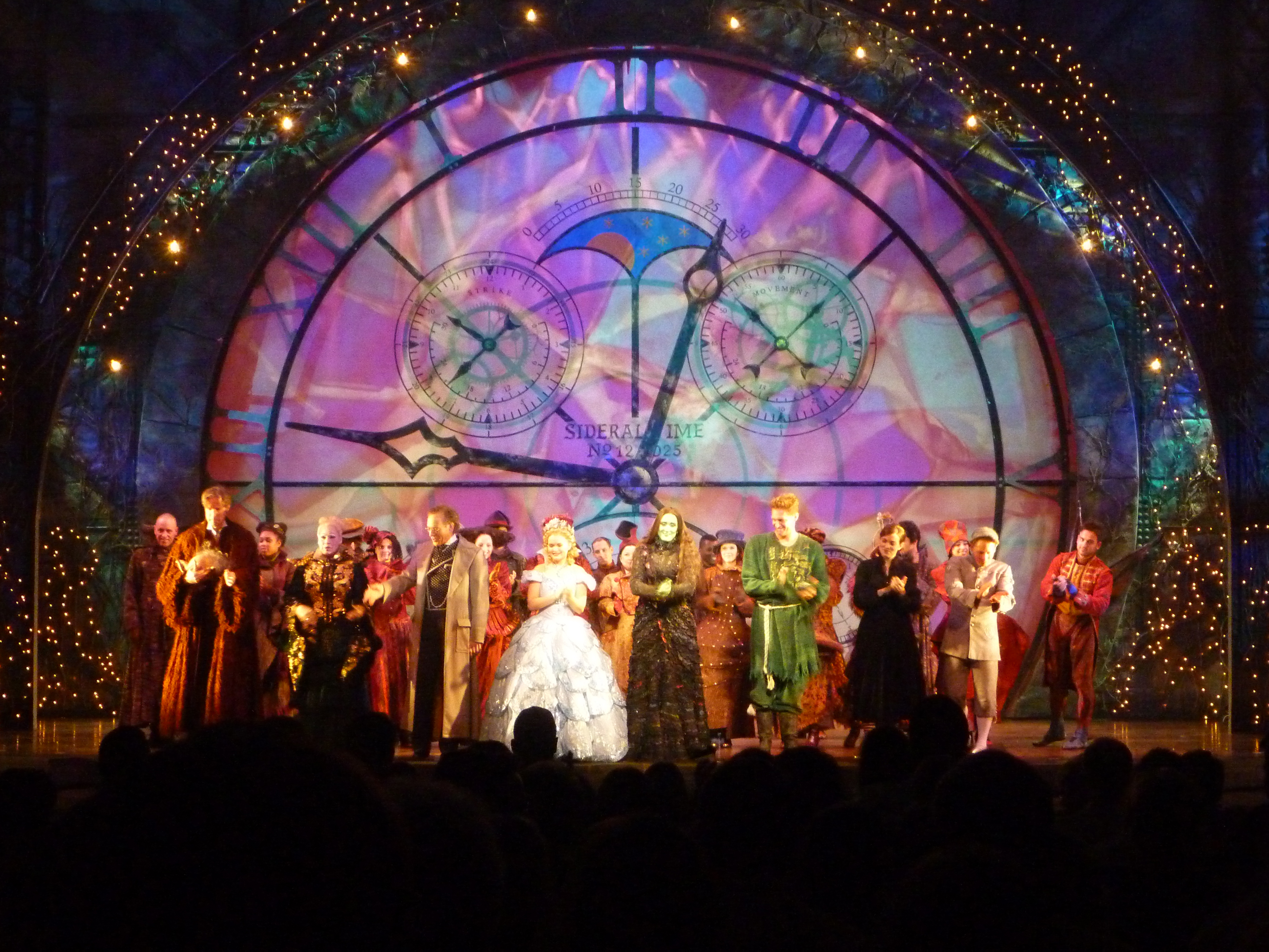
巡迴演出的演員在內布拉斯加州奧馬哈謝幕

在舊金山預演時，觀眾的評價普遍良好，批評家趨於讚揚音樂劇的美學和技巧，但是批評其劇本、音樂和舞蹈。《綜藝》雜誌的批評家正面評論演出「簡潔的導演」、「亮麗的設計」和「時髦的演員陣容」，但還是批評其「平庸」的劇本、「陳腐」的歌詞和「平凡」的音樂。《聖荷西信使報》的批評家寫道「風格高於品質，是這個翡翠城的真正主題」。
2003年10月30日開演的百老匯原卡演出，獲得戲劇評論家褒貶不一的評論。但是曼佐的艾爾法巴和錢諾維斯的葛琳達獲得了廣泛讚揚。《今日美國》和《時代雜誌》都非常讚揚地報導《女巫前傳》。《時代雜誌》的評論家認為：「假如所有的音樂劇都擁有《女巫前傳》的大腦、心臟和勇氣，那麼百老匯會成為一個仙境。」《今日美國》的记者描寫《女巫前傳》是「很長時間以來我看過的最完整、最滿意的新音樂劇」。《紐約時報》的批評家則表示自己喜歡百老匯的演出，但是對於整部作品大加抨擊，說它「太用力說教」以至於「嚴重稀釋了它的影響力」，其音樂「平庸」。並提到葛琳達的角色太過顯眼，使得觀眾最後把她當作主角，而不是「名義上」是英雄卻「出奇黯淡」的艾爾法巴。雖然評論家對《女巫前傳》的評價有褒有貶，但是觀眾對本劇的興趣通過口耳宣傳迅速傳播開來，以致票房上取得破記錄的成功。2006年，施瓦茲在接受《亞利桑那共和報》採訪時評論道：「我能說什麼？評論就是評論......我知道評論家對我們的看法不一。但觀眾對我們的想法一致，這才是最重要的。」”
其它國家的各版本演出也獲得類似褒貶不一的評論反應。倫敦的演出獲得少許樂觀正面的批評。大多數評論家稱讚《女巫前傳》豪華的演出，以及兩名女巫「強而有力」的表演。但是批評家也稱整個音樂劇誇張，有時說教，煽情得太過頭有點缺乏真心。《每日電訊報》的評論家描寫《女巫前傳》「有時......有點混亂」，但是他讚揚薇尼·霍茲曼的劇本，稱肯尼斯·波斯納的燈光設計「富有魔力」，讚揚曼佐的艾爾法巴和錢諾維斯的葛琳達。《衛報》的評論家給《女巫前傳》滿分5顆星裡的3顆星，提到所有主要演員的能力；然而，他抱怨《女巫前傳》是一個「過分典型的百老匯音樂劇：效率高，能力好，高度專業，但是更像一件工業產品，而不是真正觸動觀眾心靈或思想的東西。」《獨立報》的評論家針對倫敦的演出給出非常負面的評價，說它的表演、歌曲和劇本試圖做政治宣傳，「立意良善，但是做作、前後矛盾、極其惡劣地膚淺」，他總結說「這個演出給人過度誇張和空虛的感覺」。

### 商業結果

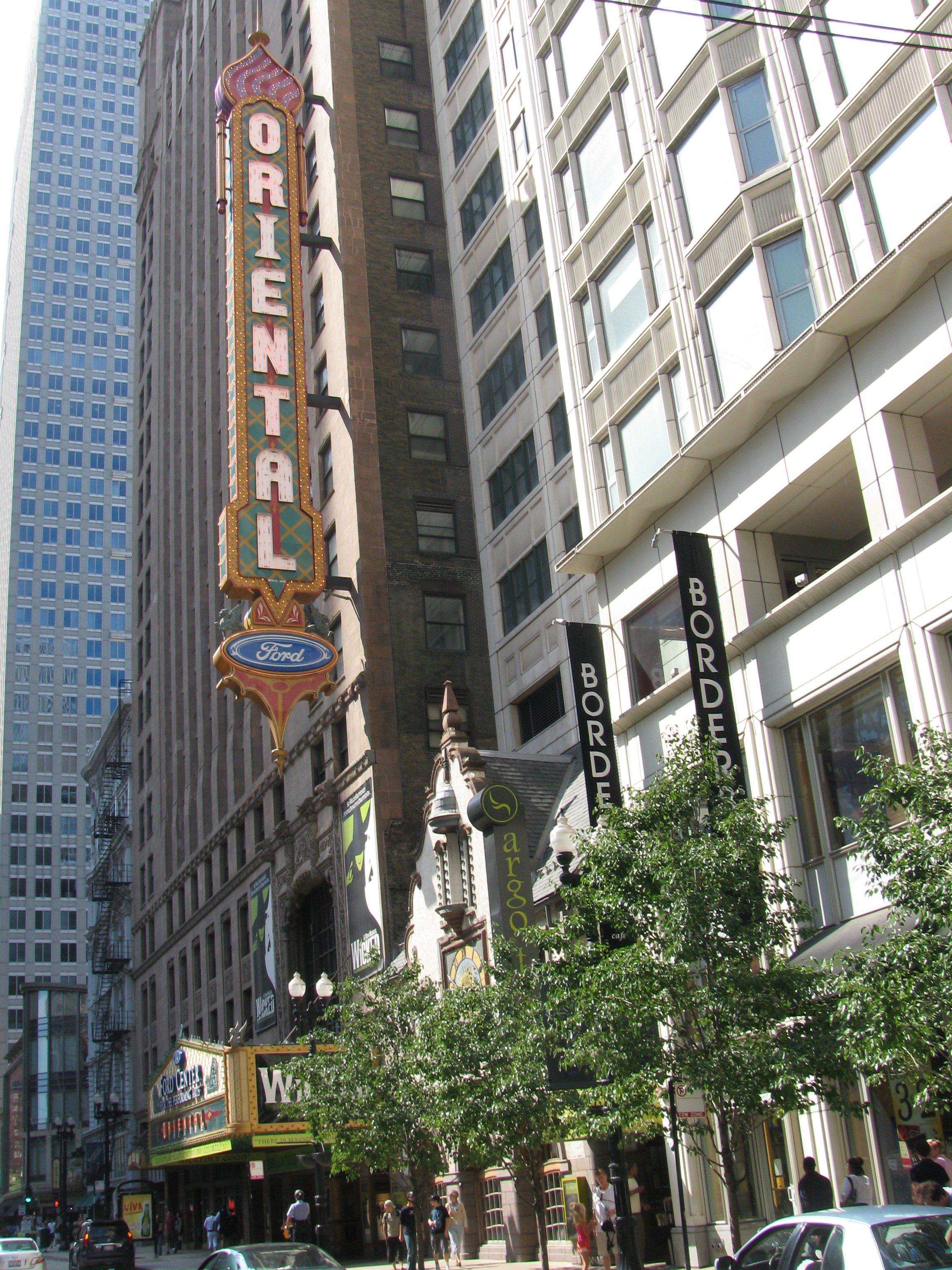
《女巫前傳》在芝加哥東方劇院演出三年多，不斷打破票房記錄

從2003年開幕以來，《女巫前傳》20次打破格什溫劇院的票房收入記錄，本劇每周票房收入經常性超過160萬美元，是百老匯利潤最高的音樂劇之一。《女巫前傳》的市值為1400萬美元，開演15個月後，2004年12月21日便已收回所有此前投資的金額。在上演的第一年裡它一共收入5600萬多美元。以2006年1月1日結束的那個星期《女巫前傳》突破了此前音樂劇《金牌製作人》的百老匯最高周票房記錄，收入161萬美元。此後《女巫前傳》多次打破自己的記錄，2006年11月票房171萬美元，2007年的聖誕節周票房183萬美元，2009年11月29日的當周至周末票房結算為208萬美元。僅數周后結束於2010年1月3日的周演出8場，票房212萬美元。2011年1月2日當周至周末票房結算為220萬美元以上。2012年的第一周百老匯再次創紀錄，票房270萬美元。2012年最後一周《女巫前傳》又打破記錄，票房290萬美元。2013年最後一周，本劇成為第一齣周票房收入300萬美元的音樂劇。
北美和其它地區的《女巫前傳》演出在經濟上也很成功。2007年3月4日的當周洛杉磯的演出也突破了當地周票房收入的記錄，同樣突破了《金牌製作人》的記錄，收入178萬美元。2007年聖誕節檔期，洛杉磯的演出與百老匯和芝加哥、聖路易斯的演出同時創當地記錄，洛杉磯的演出收入194萬美元，芝加哥的演出收入141萬美元，聖路易斯的演出收入229萬美元，使得全球所有7個演出的總票房收入達到創紀錄的1120萬美元。2010年聖誕節檔期，《女巫前傳》再次創一系列記錄，在舊金山以148萬美元，在普羅維登斯以179萬美元，在斯克內克塔迪以165萬美元以及在百老匯突破自己的記錄，使得它僅在北美的周票房收入便達到706萬美元。
在芝加哥《女巫前傳》為200多萬觀眾上演，總共收入2億美元以上，2007年6月本劇躍升芝加哥收入最高的音樂劇。《女巫前傳》在芝加哥開演的當周收入140萬美元，後續也不斷創立新記錄，後來成為芝加哥史上演出時間最長的百老匯音樂劇。製作人戴維·斯通對《綜藝_(雜誌)|綜藝》雜誌說：「我們覺得它【指的是芝加哥演出】可以維持18個月，然後我們可以在洛杉磯待1年，在舊金山待6個月......但是票房銷售一直非常強，因此製作人開了另一個巡迴演出，讓芝加哥的演出待在芝加哥。」巡迴演出在開始的2年裡收穫220萬美元，整個巡迴演出的總收入達到1.55億美元。洛杉磯演出票房收入共1.45億美元，觀眾數達180多萬人。舊金山《女巫前傳》演出672場，出售100多萬張票，票房收入共7500多萬美元。2010年9月29日，百老匯的演出迎來本劇第500萬名觀眾。

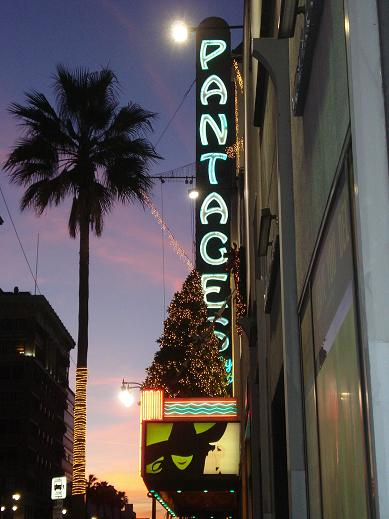
《女巫前傳》在洛杉磯共演出近兩年，收入1.45多億美元

《女巫前傳》在全球的演出獲得極其好的票房反應。雖然倫敦劇院不公開每周收入，演出於2006年12月公布說在結束於12月30日的那周收入76.1萬英鎊，破最高記錄。2008年6月23日製作人公布自從倫敦演出開演以來有140多萬名觀眾觀看，總收入超過5000萬英鎊。同時他們還公布《女巫前傳》是倫敦西區持續保持高收入的兩個秀之一。2010年12月27日開始的該周倫敦演出收入破100萬英鎊，是西區劇院史上最高單周票房收入，該周的9場演出中有2萬多觀眾觀看。墨爾本的演出打破澳大利亞票房記錄，在預售時在3個小時內出售24750張票，在演出正式開始的第一個工作日裡收入130多萬元。2009年4月27日演出的觀眾數超過50萬。演出轉移到雪梨後它突破所有此前音樂劇在首都劇院每周票房記錄，在2009年10月達到每周147萬元。
2010年10月17日當周《女巫前傳》成為百老匯史上少數總收入突破5億美元的三個音樂劇之一。在百老匯所有演出中，《女巫前傳》名列觀眾席位出售量第10位。至2011年9月，《女巫前傳》的北美和全球巡迴演出一共收入近25億美元，全世界共有近3000萬名觀眾。百老匯的演出持續至今，是百老匯史上演出時間第5長的節目。2006年3月23日《女巫前傳》在百老匯進行第1000場演出。一些其它演出也達到1000場演出的里程碑，其中包括第一次北美巡迴演出（2007年8月15日）、芝加哥演出（2007年11月14日）、倫敦演出（2009年2月14日）、澳大利亞演出（2011年5月7日）和第2次北美巡迴演出（2011年8月4日）。

### 廣告和宣傳
百老匯演出的成功，促使製作人為廣告和宣傳目的做了一個名為《翡翠幕後》的輔助節目，這個節目是由最初上演時扮演女巫的父親的演員，和一名從2004年到2012年的長期替補演員製作。節目包括90分鐘幕後參觀演出中使用的道具、面具、服裝和布景，並與演出人員進行問答。在洛杉磯、舊金山和芝加哥的演出也有同樣的節目，當地的長期演員組織這些節目。節目讓參加的觀眾看到每天上演的幕後情況。參加者透過第一手消息了解成為像《女巫前傳》這樣的大型演出的一員是怎樣的。比如為了艾爾法巴的綠色皮膚妝，每年要使用40桶MAC Chromacake 特殊化妝品。它是水溶性的，便於清理。

## 衍生產品和周年慶祝

### 電影
從2004年開始就有開拍《女巫前傳》電影的討論。2010年7月有報導說J·J·艾布斯、詹姆斯·曼高德、萊恩·墨菲和羅伯·馬歇爾考慮導演一部電影版《女巫前傳》。2012年7月有報導指稱環球影業製片，史蒂芬·達爾德里導演，並且將由寫音樂劇劇本的薇尼·霍茲曼撰寫電影劇本。2016年環球影業宣布電影將於2019年12月20日上演，達爾德里繼續任導演，劇本將由霍茲曼和施瓦茲一起編寫。2017年5月施瓦茲說電影裡會有「至少兩首」新歌。2018年8月31日環球影業暫停《女巫前傳》的計劃，原因是製作時間的編排，讓音樂劇《貓》的電影版首先上演，然而CATS貓成為票房毒藥，《女巫前傳》的計劃發行時間名義上依然沒有改變。2019年2月8日環球影業把發行時間改為2021年12月22日。2020年4月1日環球影業再次把《女巫前傳》暫停，原因是新冠疫情導致發行時間更改。2021年的發行日期給了《歡樂好聲音2》。2020年10月20日環球影業宣布，因為日期安排的問題，原先預定的導演達爾德里離開製作團隊。2021年2月Deadline Hollywood報導說朱浩偉被任命為《女巫前傳》導演，其此前導過改編自百老匯音樂劇的電影紐約高地。2021年7月施瓦茲說當年電影將在喬治亞州開拍。但是開拍的時間被推遲到2022年3月，然後再次被推遲到2022年6月。2021年宣布愛莉安娜·格蘭德將飾演葛琳達，辛西婭·艾利沃飾演艾爾法巴，拍攝將於2022年夏在英國開始。2024年電影《魔法壞女巫》發行。

### 15周年紀念特別節目
2018年10月，由全國廣播公司製播慶祝本劇百老匯演出15周年的萬聖節特別節目，由雙女主角原初卡司曼佐和錢諾維斯共同主持，愛莉安娜·格蘭德、五聲音階、亞當·蘭伯特、萊德希、百老匯歷代的雙女主卡司以及其它特別來賓，在紐約演唱《女巫前傳》裡的許多歌曲。格倫·魏斯指揮。

### 公共廣播電視公司特殊節目
2021年8月29日公共廣播電視公司播放了一場曼佐和錢諾維斯共同主持的《女巫前傳》特殊音樂會。

## 流行文化
《女巫前傳》的成功使得當中一些歌曲十分普及，在流行文化也不斷提到本劇、劇中人物和歌曲。例如《兄弟姐妹》和《家庭戰爭》等影集皆有提到《女巫前傳》。《醜女貝蒂》為了拍攝《女巫來臨》這集專門在百老匯的另一個劇院裡複製了格什溫劇院的布景。在這一集裡貝蒂赴約去看《女巫前傳》，結果意外中止演出。在這一集的前一集裡貝蒂收到《女巫前傳》的票，和一個朋友討論她在重視名譽和美貌的世界裡如何看待自己與艾爾法巴做為邊緣人的位置。
2008年，約翰·巴洛曼在英國的巡迴演出中唱《The Wizard and I》（改名為《博士與我 The Doctor and I》），他把歌詞做少許修改，來代指他在《超時空奇俠》和《火炬木小組》中扮演的角色傑克對時間領主博士的愛。在倫敦和百老匯扮演艾爾法巴的凱里·埃利斯為百老匯演出5周年錄音唱了《I'm Not That Girl》，另外還錄了自己的搖滾版《Defying Gravity》，這兩次演唱錄音皆由英國音樂人布賴恩·梅製作，並收錄入至她2008年錄製的專輯《Wicked in Rock》和2010年錄製的專輯《Anthems》。在2008年皇家大匯演上她演唱了她的搖滾版《Defying Gravity》，梅負責吉他伴奏。2011年她的搖滾版《Defying Gravity》又出了一個舞曲混音版。在倫敦扮演過艾爾法巴和葛琳達的路易絲·迪爾曼在她自己的唱片裡發表了一個原音樂版的《Defying Gravity》。在倫敦扮演過艾爾法巴的瑞秋·塔克在她的2013年專輯裡也翻唱過《Defying Gravity》。饒舌歌歌手德瑞克和歌手米卡都翻唱過《女巫前傳》裡的《Popular》。。
《歡樂合唱團》第1季某集，瑞秋和科特分別在一次決定誰領唱的比賽中以《Defying Gravity》決勝負。。在第5季度連續劇的第100集裡這支歌再次被演唱。日本動畫《血色花園》、美國漫畫《吸血鬼獵人巴菲》等不同作品都模仿過《女巫前傳》裡的歌和人物。
魅力四射：音樂劇裡的歌曲《殺手本能》在結尾使用了《No One Mourns the Wicked》結尾的旋律。2013年迪士尼動畫電影《冰雪奇緣》榮獲第86屆奧斯卡金像獎最佳動畫長片，主題曲《Let it go》亦獲得奧斯卡最佳原創歌曲獎，由於Elsa的配唱者為艾爾法巴的原版卡司伊迪娜·曼佐，並且它的內容、風格皆有些類似《Defying Gravity》，使其經常被人拿來與之相比較、討論。另外維樂敏·弗凱克為荷蘭語和德語版本的Elsa配音，並以這兩種語言配唱《Let it go》，這也是弗凱克繼《女巫前傳》後再次扮演一個原先由曼佐扮演的角色。當《冰雪奇緣》的音樂劇版在百老匯上演，《Monster 怪物》（演唱者為凱西·萊維，她也同樣扮演過艾爾法巴）這首歌被拿來與《No Good Deed》相比較。電玩遊戲樂高次元也有提到一點《女巫前傳》。在遊戲中獨角貓對西方壞女巫說：「假如你多花點時間唱歌的話，你可能就不再那麼『壞』了，女巫。」

## 外部連結
- 各地官方網站
  - 北美：百老匯、舊金山及巡迴演出（页面存档备份，存于）
  - 倫敦（页面存档备份，存于）
  - 大阪
  - 斯圖加特（页面存档备份，存于）
  - 雪梨（页面存档备份，存于）
  - Behind the Emerald Curtain （页面存档备份，存于）
- 百老匯網路資料庫（IDBD）上《Wicked》的资料（英文）
- Wicked，Playbill Vault
- Wicked （页面存档备份，存于），MusicalSchwartz.com，史蒂芬·施瓦茲官方網站
- Wicked 歌詞 （页面存档备份，存于）, Allmusicals
- 9 Things You Probably Didn't Know About Wicked the Musical